# Lucia Berlin
Lucia Brown Berlin (Juneau, 1936. november 12. – Marina del Rey, 2004. november 12.) amerikai novellaíró.
Kisszámú, elkötelezett híve volt, de tömeges közönséget nem ért el életében. Hirtelen irodalmi hírnévre 2015-ben, tizenegy évvel a halála után emelkedett, amikor megjelent egy válogatott novelláit tartalmazó kötet, A Manual for Cleaning Women (Bejárónők kézikönyve) címmel. A kötet már a második héten felkerült a The New York Times bestsellerlistájára, és néhány héten belül minden korábbi könyvének együttes sikerét felülmúlta.

## Fiatalkora
Az alaszkai Juneau-ban született, és gyermekkorát vándorló életmóddal töltötte, követve apja bányamérnöki karrierjét. A család Idaho, Montana, Arizona, El Paso, Texas és Chile bányásztáboraiban élt, ahol Lucia fiatalkora nagy részét töltötte. Felnőttként Új-Mexikóban, Mexikóban, New Yorkban, Észak- és Dél-Kaliforniában, valamint Coloradóban élt.

## Karrier
Berlin viszonylag későn kezdett publikálni, Ed Dorn költő bátorítására és néha gyámsága alatt. Első kis gyűjteménye, az Angels Laundromat (Angyalok mosodája) 1981-ben jelent meg, de publikált novellái már 1960-ban íródtak. Életében hetvenhat novellát publikált, több története olyan folyóiratokban jelent meg, mint a The Atlantic és Saul Bellow The Noble Savage című folyóirata. Berlin hat novelláskötetet adott ki, de a legtöbb írása a Black Sparrow Books három későbbi kötetében található: Homesick: New and Selected Stories (1990), So Long: Stories 1987-92 (1993) és Where I Live Now: Stories 1993-98 (1999).
Berlin sosem volt sikerszerző, de nagy befolyással bírt az irodalmi közösségen belül. 1985-ben a Raymond Carverhez és Richard Yateshez hasonlították. 5 bekezdésből álló, egyoldalas novellája, a "My Jockey" elnyerte a Jack London Short Prize 1985-ös díját. 1991-ben a Homesick című művéért elnyerte az American Book Awardot is, és ösztöndíjat kapott a National Endowment for the Arts-tól.
2015-ben A Manual for Cleaning Women: Short Stories (Kézikönyv takarítónők számára) címmel jelent meg novelláskötetének gyűjteménye. Az első héten a 18. helyen debütált a New York Times bestsellerlistáján, a következő héten pedig a 15. helyre emelkedett a rendes listán. A gyűjtemény a legtöbb év végi díjra nem volt jogosult (vagy azért, mert elhunyt, vagy mert felidézett anyagról van szó), de számos év végi listára felkerült, köztük a The New York Times Book Reviews "2015 10 legjobb könyve" listájára. Az ABA Indie bestseller listáján a 14. helyen debütált, az LA Times listáján pedig az 5. helyen, és a Kirkus Prize döntőjébe is bekerült.

## Befolyások és tanítás
Berlin egész életében számos munkásosztálybeli munkával kereste a kenyerét, amit olyan novellák címei tükröznek, mint a "Kézikönyv takarítónőknek", a "Sürgősségi szoba jegyzetfüzete, 1977" és a "Magánközpont" (a telefonközpontokra és azok kezelőire utalva).
Az 1990-es évek elejéig számos helyen tanított kreatív írást, többek között a San Francisco megyei börtönben és a Naropa Egyetem Jack Kerouac School of Disembodied Poetics nevű iskolájában. A Mt. Zion kórházban idős betegektől is készített szóbeli történeteket.
1994 őszén Berlin kétéves tanári állást vállalt a University of Colorado, Boulderben, mint vendégíró. A megbízatásának vége felé egyike volt annak a négy egyetemi oktatónak, akik elnyerték a Student Organization for Alumni Relations Award for Teaching Excellence díjat. "Két év után elnyerni egy tanári díjat hallatlan dolog" – mondta később Katherine Eggert angol tanszékvezető egy nekrológban. Berlint felkérték, hogy maradjon a kétéves megbízatás végén is. Az egyetemen docensi kinevezést kapott, és 2000-ig tanított ott.

## A kritikusok dicsérete
Berlint Amerika egyik legjobban őrzött titkának nevezték.
"Én valahol Alice Munro, Grace Paley, talán Tillie Olsen mellett helyezném el. Hozzájuk hasonlóan, irányító, intelligens együttérzéssel ír a családról, a szerelemről, a munkáról; stílusa közvetlen, egyszerű, világos és nem ítélkező; humorérzékkel és tehetséggel a gesztusokhoz és a szavakhoz, amelyek felfedik a karaktert, a képekhez, amelyek felfedik egy hely természetét." -Lydia Davis, New Ohio Review, az A Manual for Cleaning Women című novelláról.
"[A történetek] társalgási hangon szólalnak meg, és gyors, gyakran lírai gazdaságossággal mozognak. Megragadják és közlik a kegyelem pillanatait, és olyan kedves, lusta fényt vetnek, amely tartósan megmarad. Berlin az egyik legjobb írónk, és itt ereje teljében van". -Molly Giles, San Francisco Chronicle, a So Longról.
"Berlin irodalmi modellje Csehov, de vannak irodalmon kívüli modellek is, köztük a hosszabb jazzszóló, a maga hullámzásaival, tekervényeivel és mellékzöngéivel. Ez egy nagyon magasrendű írás." -August Kleinzahler, London Review of Books, a Where I Live Now (Ahol most élek) című könyvéről.
"A novellák terén Lucia Berlin Amerika egyik legjobban őrzött titka. Ez az. Egyenesen. Semmi enyhítő körülmény. Vége a kritikának. Nos, nem egészen... [Ez] Berlin minden történetére jellemző, ez a derű: bármennyire is komorak és 'méltatlanok' a szereplői, ő csalhatatlanul jó kedvvel lép be és tárja fel az életüket..... Egy drogrehabilitációs központ Új-Mexikóban; az "Electric Car, El Paso" című történet ("Nagyon magas és rövid volt, mint egy autó egy rajzfilmben, amelyik nekiment egy falnak. Egy autó, amelynek égnek állt a haja.")... A karácsonyi ünnepség a dialízisközpontban. 'A gép zümmögő, szívó hangot ad ki, időnként szürcsölve.' A karácsonyfán több száz buborékfény, amelyek gurguláznak és folynak. A férfi, akinek hullaátültetése volt. A férfi, aki úgy néz ki, mint egy izzadt lamantin. A lány, aki úgy néz ki, mint egy albínó dinoszaurusz, vagy egy anorexiás whippet.... És ez így megy tovább, könyörtelenül. A West Oakland-i detoxikálóban vagyunk, a lakók a tévészobában, és a Hagyd a fenébe.... nézzük. Por a pornak: "Vannak dolgok, amikről az emberek egyszerűen nem beszélnek. Nem a nehéz dolgokra gondolok, mint a szerelem, hanem a kínos dolgokra, mint például, hogy a temetések néha viccesek....'. Ez a könyv több szempontból is Lucia Berlin." -Paul Metcalf, Összefüggések: 14, on Safe & Sound.
"Ez a figyelemre méltó gyűjtemény időnként Annie Proulx Accordion Crimes című kötetét juttatta eszembe, az amerikai származás és helyek átívelésével. Berlin a mi Seherezádénk, aki folyamatosan meglepi olvasóit a hangok megdöbbentő változatosságával, élénken megrajzolt karakterekkel és látványban és hangban élő helyszínekkel." -Barbara Barnard, American Book Review, a Where I Live Now című könyvről.

## Magánélete
Háromszor volt házas, és négy fia született.
Egészségügyi problémák gyötörték, többek között kettős skoliózis. Görbe gerince átszúrta az egyik tüdejét, és 1994-től haláláig soha nem látták mellette lévő oxigénpalack nélkül. 1994-ben visszavonult, amikor állapota túl súlyos lett ahhoz, hogy dolgozzon, és később tüdőrákja lett. Megküzdött a sugárterápiával, amelyről azt mondta, olyan érzés volt, mintha a csontjait porrá őrölnék. Ahogy egészségi állapota és anyagi helyzete romlott, Berlin egy lakókocsiparkba költözött Boulder szélére, majd később egy átalakított garázsba a fia háza mögé Los Angeles mellett. A költözés lehetővé tette, hogy közelebb legyen a fiaihoz, és megkönnyítette a légzést (Boulder magas fekvése súlyosbította a tüdőproblémáit). Lucia a Marina del Rey-i otthonában halt meg, 68. születésnapján, egyik kedvenc könyvével a kezében.

## Művek és publikációk

### Bibliográfia
- A Manual for Cleaning Ladies. Michael Myers illusztrációival. Washington, D.C. [i.e. Healdsburg, California]: Zephyrus Image, 1977. OCLC 6148887
- Angels Laundromat: Short Stories. A borítót és az illusztrációkat Michael Shannon Moore készítette. Berkeley, CA: Turtle Island for the Netzahaulcoyotl Historical Society, 1981. ISBN 978-0-913-66639-5 OCLC 7532068
- Legacy. Berkeley, CA: Poltroon Press, 1983. Illusztrálta Michael Bradley. OCLC 10869572
- Phantom Pain: Sixteen Stories. Bolinas, CA: Tombouctou Books, 1984. ISBN 978-0-939-18028-8 OCLC 633368020
- Safe & Sound. Berkeley, CA: Poltroon Press, 1988. Illusztrálta Frances Butler. ISBN 978-0-918-39505-4 OCLC 123106761
- Homesick: New & Selected Stories. Santa Rosa CA: Black Sparrow Press, 1990. ISBN 978-0-876-85816-5 OCLC 22597395
- So Long: Stories, 1987-1992. Santa Rosa, CA: Black Sparrow Press, 1993. ISBN 978-0-876-85894-3 OCLC 27381091
- Where I Live Now: Stories, 1993-1998. Santa Rosa, CA: Black Sparrow Press, 1999. ISBN 978-1-574-23091-8 OCLC 475160702
- A Manual for Cleaning Women: Selected Stories. Szerkesztette Stephen Emerson. Előszót írt Lydia Davis. New York, NY: Farrar, Straus and Giroux, 2015. ISBN 978-0-374-20239-2 OCLC 898433447
- Evening in Paradise: More Stories. Farrar, Straus and Giroux, 2018. ISBN 978-0374279486
- Welcome Home: A Memoir with Selected Photographs and Letters. Farrar, Straus and Giroux, 2018. ISBN 9780374287597

### Folyóiratokban (posztumusz)
- Berlin, Lucia. 2005. "Letters to August Kleinzahler." The London Review of Books(wd). Vol. 27, No. 15: pp. 33–34. ISSN 0260-9592 OCLC 99818133
- Berlin, Lucia. 2015. "B.F. and Me." The Paris Review(wd). No. 213: Summer 2015. pp. 269–269. ISSN 0031-2037 OCLC 5858374865

### Multimédia
- Berlin, Lucia, Yasunari Kawabata, and Amy Hempel. Lucia Berlin: Summer 1991. Naropa Institute, 1991. 3 audio cassettes. Audio of two classes held at Naropa Institute in Boulder, Colorado during Summer 1991. Naropa Audio Archive: 20051107, 20051111. OCLC 63682481
- Berlin, Lucia. Lucia Berlin Reading 12 Nov 93 at Lincoln Lecture Hall, Naropa. Naropa Institute, 1993. 1 audio cassette. Lucia Berlin reading at Naropa Institute November 12, 1993. Naropa Audio Archive: 20051208. OCLC 62873090
- Berlin, Lucia, Bobbie Louise Hawkins, Molly Giles, and Lorna Dee Cervantes. W&P Reading Cervantes; Hawkins; Giles, Berlin. Naropa Institute, 1997. 2 hangkazetta. Írás- és poétikai felolvasás Lorna Dee Cervantes, Bobbie Louise Hawkins, Molly Giles és Lucia Berlin részvételével. Naropa Audio Archive: 20060118, 20060119. OCLC 70077867

### Egyéb
- Berlin, Lucia. Rigorous. Oakland, CA: Mark Berlin, 1992. OCLC 651063912
- Berlin, Lucia. From Luna Nueva. Boulder, CO: Kavyayantra Press at Jack Kerouac School of Disembodied Poetics, November 1993. OCLC 441842670
- Berlin, Lucia. The Moon: There's No Moon Like on a Clear New Mexico Night. Boulder, CO: Kavyayantra Press at Jack Kerouac School of Disembodied Poetics, 1997. OCLC 794174724

### Magyarul megjelent
- Bejárónők kézikönyve. Válogatott történetek (A Manual for Cleaning Women) – Jelenkor, Budapest, 2017 · ISBN 9789636767631 · Fordította: Bíró Júlia
- Este a paradicsomban. Újabb történetek (Evening in Paradise) – Jelenkor, Budapest, 2020 · ISBN 9789636769970 · Fordította: Lukács Laura
- Bejárónők kézikönyve. Válogatott történetek; ford. Bíró Júlia; 2. jav. kiad.; Jelenkor, Budapest, 2022

## Fordítás
- Ez a szócikk részben vagy egészben  a   Lucia Berlin című angol Wikipédia-szócikk fordításán alapul.  Az eredeti cikk szerkesztőit annak laptörténete sorolja fel. Ez a jelzés csupán a megfogalmazás eredetét és a szerzői jogokat jelzi, nem szolgál a cikkben szereplő információk forrásmegjelöléseként.